# Decollazione di sant'Alessandro
La decollazione di sant'Alessandro è un dipinto olio su tela eseguito dal bergamasco Gian Paolo Cavagna e conservato nella sede di Brescia della Banca Popolare di Bergamo.

## Storia
Il dipinto rientra nella serie di pitture che seguirono la Controriforma atte al rinnovamento spirituale, teologico, voluto dalla chiesa cattolica dopo il concilio tridentino. Vi era infatti in atto un recupero del martirologio lombardo voluto dal cardinale Federico Borromeo nel XVII secolo, con lo scopo di rievocare antichi episodi eroici di santi e martiri per un programma di de propaganda fide. Molte sono infatti le opere realizzate nei primi anni del Seicento, dagli artisti coetanei del Cavagna come il Talpino per il duomo di Bergamo e i Quadroni di San Carlo opere del Il Cerano eseguiti tra il 1603 e i 1610 e raffiguranti episodi della vita di san Carlo Borromeo per il Duomo di Milano. L'allora cancelliere vescovile di Bergamo Paolo Bonetti, aveva inoltre scritto il testo Storia di Bergamo, Calendarium perpetuum e Memoria historica delle due cattedrali ripreso dal Donato Calvi ma andato perduto, che riportava la storia dei santi cittadini.
Il dipinto, di grandi dimensioni, è conservato presso la sede bresciana della Banca Popolare di Bergamo ed è stato tra le pitture esposte nel 2019 nella sede bancaria di Bergamo a seguito dell'evento in cui la città era stata proposta come capitale della cultura.

## Descrizione
Il dipinto raffigura la scena della decollazione di sant'Alessandro, patrono della città orobica, che fu giustiziato con il rito della decollazione, presso la basilica alessandrina dove è posta l'antica colonna del Crotacio, identificata come luogo del martirio. 

Il dipinto di grandi dimensioni, presenta nella parte centrale la figura di santa Grata, colei che per tradizione raccolse in un bianco lenzuolo la testa appena mozzata del santo, per essere trasportata con il corpo acefalo presso le sue proprietà nella parte alta cittadina, dove fu edificata la basilica di Sant'Alessandro.
Centrale alla tela è la raffigurazione della colonna che riporta sulla base la scritta Cavagnevs/MDCX. L'iscrizione fu probabilmente posta successivamente alla realizzazione del dipinto perché la colonna fu ricomposta e innalzata solo nel 1618. Ma tutta l'opera è una raffigurazione irreale di una zona che dovrebbe essere identificata nella parte della città bassa, mentre la parte alta cittadina occupa la parte superiore della tela dove torri e campanili si stagliano su di un cielo plumbeo. Un ricco palazzo è posto nella parte sinistra della tela con numerose aperture complete di pareste e architravi in marmo bianco e ricco di colonne complete di controcolonne. Una moltitudine di persone che vuole essere testimone dell'evento, accorre dall'antica porta romana che pare dividere le due parti della città. Una ragazza cerca di innalzarsi sulla torre per meglio vedere quello che è accaduto, mentre molti soldati in arme, e due cavalieri con cavallo, stanno in primo piano. La spada, strumento della decapitazione, è ancora a terra e l'aguzzino raffigurato di spalle a torso nudo, appoggiandosi a una lancia, volge lo sguardo al cavaliere come a conferma di aver adempiuto al proprio dovere. Sulla parte sinistra del dipinto in primo piano vi sono molte donne ben vestite, quindi facente parti della nobiltà cittadina, probabilmente amiche e cortigiane di Grata raffigurata con la corona. In primissimo piano una donna seduta nell'atto di allattare. Il pittore in maniera significativa raffigura la morte quale parte e mezzo di una nuova vita. Nella parte destra della tela oltre i soldati con vessillo il Cavagna raffigura un palazzo con terrazza dove alcune donne guardano e commentano l'evento. Una identica raffigurazione l'artista la fece per la tela Martirio di san Maurizio, con una balconata dove personaggi risultano testimoni. Il soggetto sottintende al forte valore significativo della morte a mezzo del martirio che estende a tutta la cittadina la sua forza, proteggendola.